# Graphium epaminondas
Graphium epaminondas är en fjärilsart som först beskrevs av Charles Oberthür 1879.  Graphium epaminondas ingår i släktet Graphium och familjen riddarfjärilar. IUCN kategoriserar arten globalt som sårbar. Inga underarter finns listade i Catalogue of Life.

## Bildgalleri

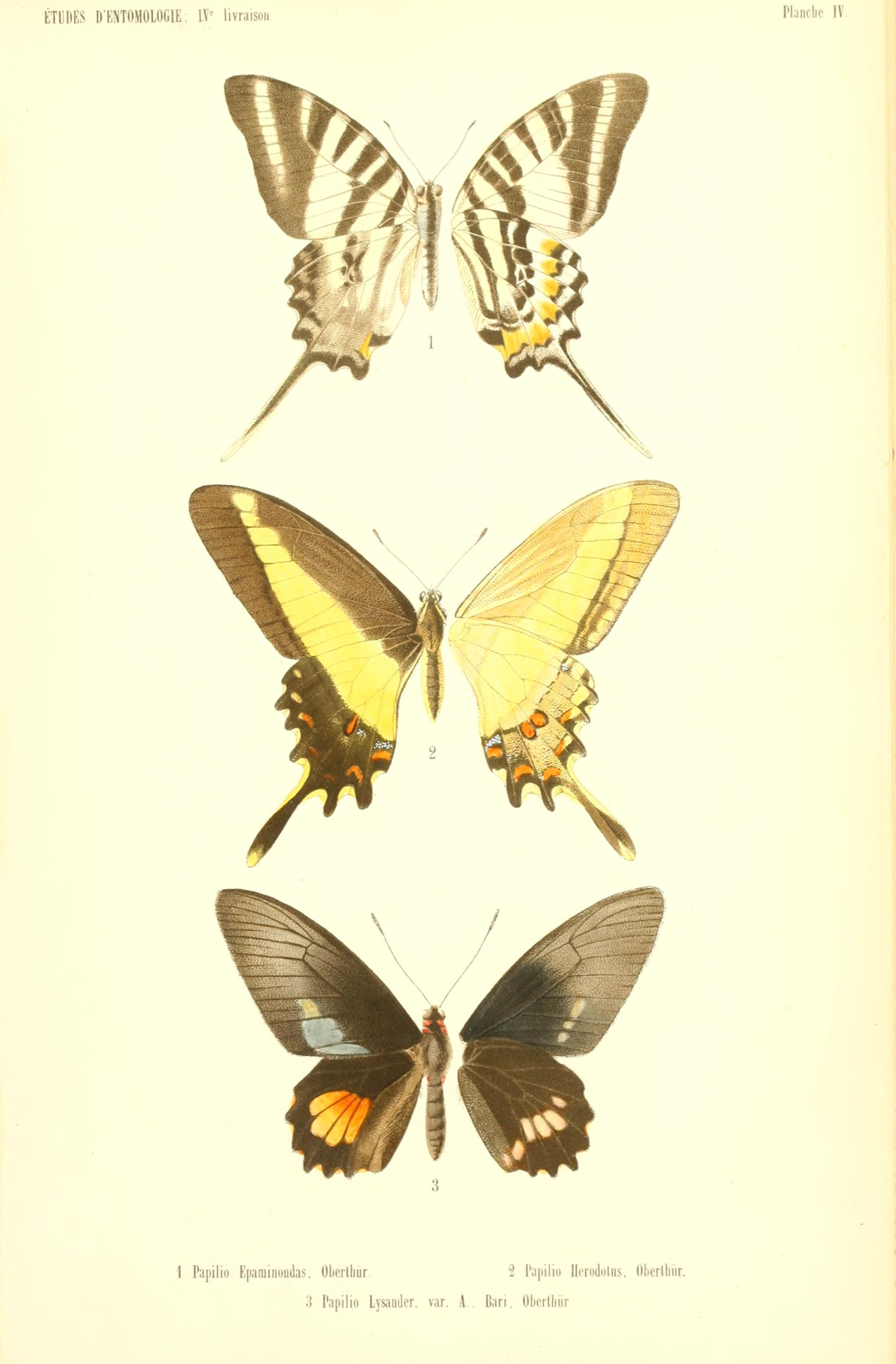